# Ерленд Лу
Ерленд Лу (норв. Erlend Loe, народ. 24 травня 1969, Тронгейм) — норвезький письменник і сценарист.

## Біографія
Після проходження альтернативної цивільної служби в театрі Е. Лу вивчав літературу, кінознавство та етнологію в Осло. Пізніше ще відвідував Данську академію кіно (дан. Danmarks Film Akademi) в Копенгагені та Академію мистецтва в Тронгеймі (норв. Kunstakademiet i Trondheim). 
Сьогодні він живе в Осло і працює письменником, кіносценаристом і перекладачем.
Дебютним романом Ерленна Лу, що приніс йому славу, був «Tatt av Kvinnen» (1993), в котрому автор змалював нерозділене кохання молодого норвежця. Роком пізніше була опублікована книга для дітей «Fisken» (історії про водія вантажівки Курта). 
Авторський стиль Лу впізнаваний і часто характеризується як нарочито наївний. Головні герої його романів зазвичай хочуть занадто багато від повсяденності. Ерленн Лу часто використовує іронію, гротесне перебільшення і гумор. Його знаменита книга «Naiv. Super» перекладена вже понад 20-ма мовами.

## Список робіт
- «Tatt av kvinnen» («Під владою жінки») (1993) — роман;
- «Fisken» («Курт і риба») (1994) — дитяча книга;
- «Maria & José» (1994) — книга картинок;
- «Kurt blir grusom» («Курт звіріє») (1995) — дитяча книга;
- «Den store røde hunden» (1996) — дитяча книга;
- «Naiv. Super» («Наївно. Супер (роман)») (1996) — роман;
- «Kurt quo vadis?» («Курт, куди йдеш?») (1998) — дитяча книга;
- «L» («У») (1999) — роман;
- «Detektor» (2000) — кіносценарій;
- «Fakta om Finland» («Факти про Фінляндію», «Найкраща країна у світі») (2001) — роман;
- «Jotunheimen, bill.mrk. 2469» (2001) — текст під фотографіями Борда Льокена (норв. Løken);
- «Kurt koker hodet» («Курт парить мізки») (2003) — п'єса, також перероблена в дитячу книгу;
- «Doppler» («Допплер») (2004) — роман;
- «Volvo lastvagnar» («Вантажівки “Вольво”») (2005) — роман;
- «Pingvinhjelpen» (2006) — п'єса;
- «Muleum» (Мулей) (2007) — роман.
- «Organisten» (2006) («Органіст») (2009);
- «Stille dager i Mixing Part» («Тихі дні в Перемішках») (2009) — роман.

## Фільмографія
- 2007 — Під владою жінки
- 2009 — Північ[1] — сценарист

## Публікація творів українською
- Фонк : [роман] / Ерленд Лу ; [переклав з норвез. І. Дзюба]. — Х. : Фоліо, 2012. — 158, [1] с. : портр. ; 18 см. — (Карта світу, ISBN 978-966-03-5083-0). — Переклад вид.: Fvonk / Loe Е. (Oslo : Cappelen Damm AS, 2011). — 2 000 пр. — ISBN 978-966-03-6073-0